# Karl Pötzinger
Karl Pötzinger (1908-1944) né à Leipzig, en Allemagne, est un criminel de l'Holocauste qui a commencé sa carrière pendant la Seconde Guerre mondiale en tant que « brûleur » de l'Action T4 au Centre d'euthanasie de Brandebourg et au Centre d'euthanasie de Bernbourg avec le grade de Sergent-Chef dans les SA. Pötzinger était policier de carrière au début de la guerre. Il fut transféré au camp d'extermination de Treblinka au début de l' opération Reinhard de 1942 avec d'autres spécialistes du gazage. Pötzinger est devenu commandant adjoint de Treblinka II sous le SS-Scharführer Heinrich Matthes, supervisant les chambres à gaz et plus tard, servant comme chef du commandement de la crémation dans le camp de la mort dès que la dissimulation des crimes nazis est devenue primordiale pour les dirigeants nazis, notamment pour Heinrich Himmler lui-même lors de sa visite à Treblinka en 1943,.
Treblinka a été construit dans le cadre de la phase la plus meurtrière de la Solution finale, connue sous le nom d’Aktion Reinhard, et a fonctionné entre le 23 juillet 1942 et le 19 Octobre 1943 . Pendant cette période, plus de 800 000 juifs – hommes, femmes et enfants – y ont été assassinés,, avec d’autres estimations dépassant 1 000 000 de victimes.
Karl Pötzinger a été transféré temporairement de Treblinka au camp d'extermination de Sobibór avant d'être affecté en Italie. Il mourut le 22 décembre 1944 des suites d'une blessure par éclat d'obus subie lors d'un raid aérien. Il est enterré au cimetière militaire allemand de Costermano, près de Vérone, en Italie.